# Call of Juarez: Gunslinger
Call of Juarez: Gunslinger è un videogioco sparatutto in prima persona sviluppato da Techland.
Rispetto a The Cartel, questo nuovo capitolo della saga torna ad essere ambientato nel vecchio West. Il videogioco è stato pubblicato il 22 maggio 2013 per Xbox 360, PlayStation 3 e Microsoft Windows. Il videogioco dispone di tre modalità di gioco: storia, arcade e duello.
Il gameplay del videogioco sarà come al solito di completare determinati obiettivi. Il giocatore man mano che guadagnerà punti esperienza li potrà investire per aumentare di livello su determinate specialità. Nel videogioco sono sparsi elementi collezionabili chiamati "Pepite della verità". La storia si svolge attraverso i ricordi del personaggio. Il gioco è stato realizzato con animazione in cel shading grazie al motore grafico Chrome Engine.

## Trama
Tutto inizia nel 1910 ad Abilene, Kansas, dove un leggendario ma ormai attempato cacciatore di taglie di nome Silas Greaves entra in un saloon ed inizia a raccontare le sue avventure in cambio di qualche bevuta: ad ascoltarlo ci sono il giovane Dwight, avido lettore di dime novels sulle storie del vecchio West, il simpatico vecchietto Steve, lo scettico Jack, la cameriera Molly e Ben, l'anziano e tranquillo gestore.
Silas racconta di come iniziò la sua carriera per dare la caccia ad un uomo, tale Roscoe "Bob" Bryant, colpevole di aver impiccato Silas e i suoi fratelli perché battuto a poker da Silas quando questi lavorava come mandriano a Juarez, in Messico: i fratelli maggiori di Silas morirono, mentre lui si salvò perché il ramo a cui erano appesi si ruppe all'ultimo. In cerca di vendetta, Silas si unì ai Regolatori di Billy the Kid quando seppe che Bob cavalcava coi loro nemici, ma finì arrestato da Pat Garrett e, dopo essere evaso e aver ucciso il vicesceriffo Bob Olinger (la cui morte era da sempre attribuita a Billy), fuggì in Messico, dove aiutò i Rurales contro la banda dei Cowboys di Old Man Clanton, che Silas uccise. Greaves rivela anche che Bob non era il solo colpevole del linciaggio, aveva come complici Jim Reed e Johnny Ringo, quest'ultimo anche lui facente parte dei Cowboys, così torna negli Stati Uniti e lo uccide a duello dopo aver eliminato anche Curly Bill Brocius. Visto l'ammontare di denaro ricevuto per questi due criminali, Silas decide di darsi al mestiere di bounty hunter e come prima taglia "ufficiale" va a catturare lo sceriffo corrotto Henry Plummer, sgominando la sua banda degli Innocenti in una miniera d'oro. Il prossimo capitolo della storia di Silas lo vede arrivare ad Abilene, proprio nel saloon in cui sta raccontando la storia, dove dichiara di aver duellato con John Wesley Hardin e averlo battuto (complice l'ubriachezza dell'avversario), per poi cercare l'indiano rinnegato Lupo Grigio, l'unica taglia che gli sia mai sfuggita, il quale gli predice un futuro di sangue e morte se non riuscirà a liberarsi dall'oscurità che lo consuma.
Visto quanto i racconti di Silas cozzino con la storia ufficiale, Jack esprime i suoi dubbi sulla veridicità dei racconti, e Silas ammette che le storie raccontate dalle cronache ufficiali tendono ad essere un po' esagerate o errate, così Dwight prova a chiedere lumi su quanto di vero ci sia nel racconto dello scontro tra Silas Greaves e i Fratelli Dalton a Coffeyville: qui a sorpresa è Ben a raccontare, affermando che fosse lì all'epoca e avesse combattuto coi cittadini per respingere i rapinatori, mentre la novella di Dwight dichiara che fu Silas Greaves il vero artefice della disfatta dei banditi: Silas li smentisce entrambi, raccontando come fosse arrivato in ritardo all'assalto e il suo contributo fu solo l'arresto di Emmet Dalton; si attribuisce comunque il merito di aver ucciso Bob e Grat in un duello due contro uno qualche tempo più tardi, in una palude. Sempre sulle tracce di Bob, Silas scopre che fa parte del Mucchio Selvaggio di Butch Cassidy e Sundance Kid, così sventa una loro rapina al treno e salva un ponte da loro minato, ma riesce solo a prendere le vite di "Naso Piatto" e Kid Curry, due membri della banda, venendo a sapere da Kid che Bob è fuggito in Sudamerica con Butch e Sundance. Cambiato obbiettivo, Silas cerca Jim Reed, arruolato tra le file di Jesse James, e salva un altro treno da loro, affermando come duellò personalmente contro il leggendario bandito e lo ferì abbastanza da costringerlo al ritiro, per poi inseguire suo fratello Frank per farsi dire dove fosse Jim, trovandolo rintanato in una caverna e uccidendolo.
Alla fine Dwight esprime il suo disappunto nel sentire che Roscoe "Bob" Bryant, il criminale responsabile di tutto questo, se la sia cavata, ma Greaves confessa che ebbe un'ultima possibilità giusto pochi mesi prima il suo arrivo all'inizio della storia: aveva infatti saputo che, contrariamente a quanto tutti sapevano, Cassidy e Sundance non erano morti in Bolivia, ma erano tornati segretamente in America e cercavano un loro vecchio bottino in una città fantasma dove Silas li cerca, ma trova solo, a sua detta, i fantasmi delle sue illustri vittime, cosa che fa pensare al suo pubblico che ormai sia ubriaco e in delirio. L'ultima battaglia di Silas lo vede contro i reali Butch e Kid, ora nemici, in un triello finale che lo vede vincitore.
Queste dichiarazioni fanno alla fine infuriare Jack, da sempre poco convinto delle parole del vecchio pistolero, accusandolo di essere un bugiardo e non essere nemmeno Silas Greaves: capita l'antifona, Silas si dichiara pronto a pagare il conto e tira fuori una vecchia moneta spagnola: la stessa moneta da lui vinta anni prima a Juarez e che Bob gli aveva lasciato in bocca come sfregio prima di impiccarlo. Silas consegna la moneta a Ben, rivelando un ultimo segreto: aver sempre saputo che in realtà il barista era proprio Roscoe "Bob" Bryant, ormai ravvedutosi, e che il triello era avvenuto veramente, con Butch che ha rivelato la posizione del vecchio compagno prima di spirare; Silas ammette poi che le storie erano volutamente esagerate per essere sicuro che Ben e Bob fossero la stessa persona, in quanto solo il vero Bob avrebbe potuto smentirne alcuni dettagli sconosciuti ai più. A questo punto, Silas può decidere: concludere la sua vendetta con un ultimo duello o ottenere la redenzione perdonando la sua nemesi, ammettendo che, come Silas divenne un killer per cercarlo, così Bob fece di tutto per lasciarsi il crimine alle spalle. In ogni caso, Silas se ne va dopo aver dato alcune parole di consiglio al giovane Dwight, il quale altri non è che Dwight Eisenhower, futuro generale e presidente degli Stati Uniti.

## Accoglienza
Il videogioco ha avuto recensioni positive tra cui: 79/100 per PC, 76/100 per Xbox 360 e 74/100 per PS3. 